# Ashita ga Arusa
Ashita ga aru sa (明日があるさ, « Demain existe, tu sais ») est le titre d'une chanson japonaise interprétée par le chanteur Kyu Sakamoto, sur une musique de Hachidai Nakamura et des paroles de Yukio Aoshima. La chanson raconte l'histoire d'un garçon qui rencontre tous les jours une jeune fille dans une gare mais craint d'avouer son amour ; la chanson est écrite dans un sens comique. Quand la chanson sort au Japon en 1963, elle se vend à plus de 8 millions d'exemplaires. Le titre a été repris par Re: Japan (groupe spécial de la Yoshimoto Kogyo) et atteint la position de numéro du classement Oricon en avril 2001. Le groupe Ulfuls a repris la chanson en conservant le thème comique de la procrastination mais avec des paroles différentes qui racontent l'histoire d'un jeune homme ambitieux désireux de réussir en affaires. Une série télévisée et un film du même titre ont été réalisés par le duo comique Downtown.